# Palastschule Karls des Großen

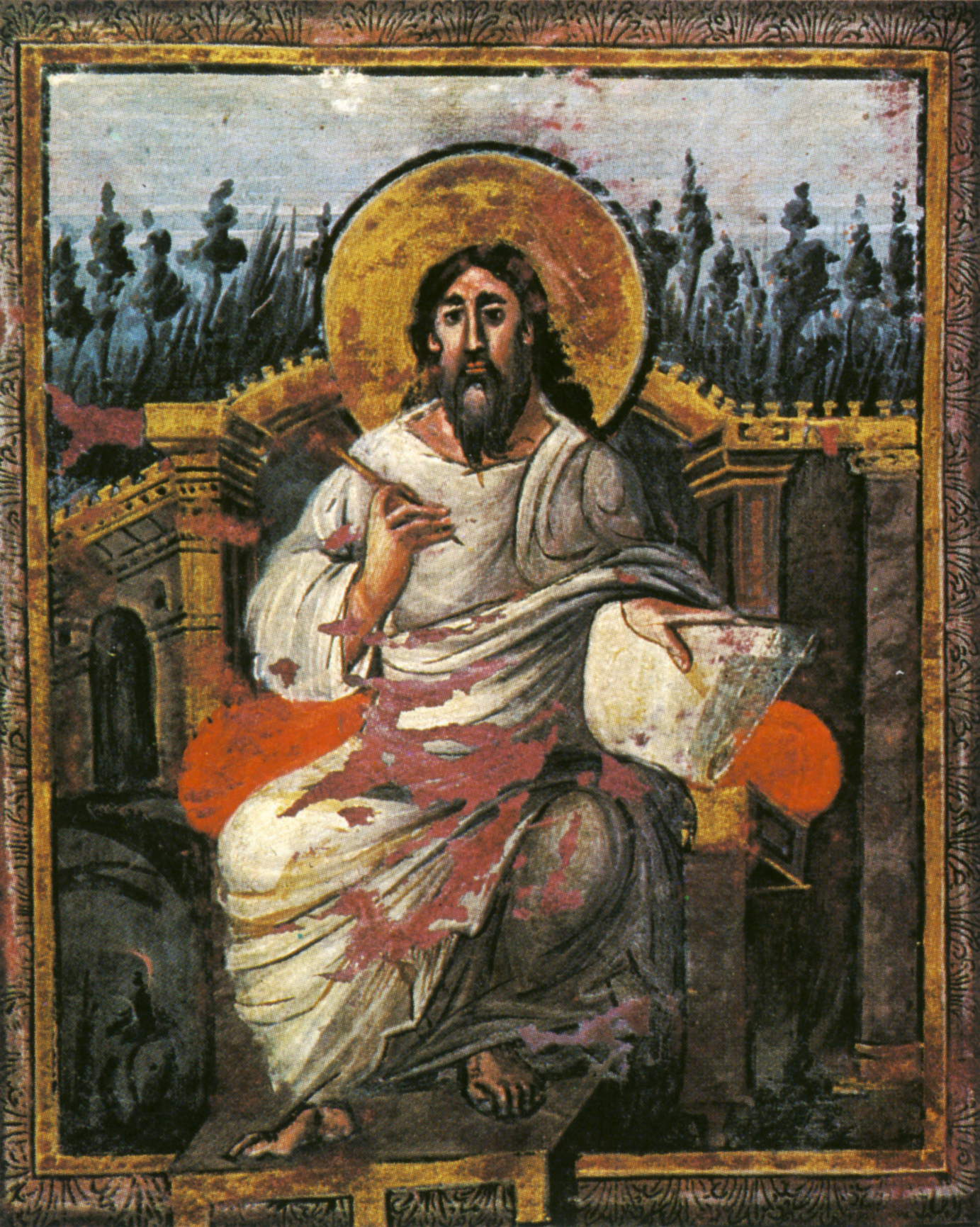
Johannes der Evangelist im Krönungsevangeliar (Aachen, kurz vor 800)

Als Palastschule Karls des Großen wird eine Malerschule der karolingischen Buchmalerei bezeichnet, der vier Handschriften zugeschrieben werden. Der Name „Palastschule“ ist vor allem in älterer kunsthistorischer Literatur verbreitet. Seit der wissenschaftlichen Beschreibung durch Wilhelm Koehler 1960 ist es eher üblich, die vier Handschriften nach ihrem prunkvollsten Werk als Gruppe des Wiener Krönungsevangeliars zu bezeichnen, weil die Zugehörigkeit der verantwortlichen Buchkünstler zu einer Schule in der Forschung oft nicht mehr gehalten wird.
Die Entstehung der Handschriften dieser Gruppe wird meist in Aachen zur Zeit Karls des Großen vermutet (um 800 / Anfang des 9. Jahrhunderts) und überschnitt sich zeitlich wahrscheinlich mit der Entstehung der Ada-Gruppe. Die Ausstattung der beiden Gruppen unterscheidet sich aber deutlich. 
Die Manuskripte der Gruppe des Wiener Krönungsevangeliars haben in ihrer Zeit im nördlichen Europa keine Vorläufer. Die mühelose Virtuosität, mit der die spätantiken Formen realisiert wurden, müssen die Künstler in Byzanz, vielleicht auch in Italien erlernt haben. Die durch dynamische Schwünge bewegten Figuren der Evangelisten sind in der Haltung antiker Philosophen dargestellt. Ihre kraftvoll modellierten Körper, luftige und lichtdurchflutete Landschaften sowie mythologische Personifikationen und andere klassische Motive verleihen den Werken dieser Gruppe den atmosphärischen und illusionistischen Charakter der hellenistischen Malweise.

## Werke
- das sogenannte Krönungsevangeliar (Wien, Kunsthistorisches Museum, Weltliche Schatzkammer, Inv. Nr. WS XIII 18)
- das sogenannte Schatzkammer-Evangeliar (Aachen, Domschatzkammer, Inv. Nr. 4)
- ein Evangeliar in Brescia (Biblioteca Civica Queriniana, Ms. E. II. 9)
- ein Evangeliar in Brüssel (KBR, Ms. 18723)